# Keys to Imagination
Keys To Imagination es el segundo disco de estudio del músico griego Yanni. Fue editado en 1986 por el sello discográfico Private Music. 
Este álbum es considerado una de las mejores obras compuestas por Yanni. Cuenta con sonidos repletos de juegos estereofónicos, llenos de vida y pasión, que crean una armonía espacial. También se le suele calificar como uno de sus discos más extravagantes.

## Temas
| #  | Tema                        | Duración |
| -- | --------------------------- | -------- |
| 1. | "North Shore of Matsushima” | 5:08     |
| 2. | "Looking Glass”             | 6:35     |
| 3. | "Nostalgia"                 | 4:27     |
| 4. | "Santorini"                 | 4:34     |
| 5. | "Port of Mystery"           | 4:49     |
| 6. | "Keys to Imagination”       | 5:13     |
| 7. | "Forgotten Yesterdays"      | 3:30     |
| 8. | "Forbidden Dreams"          | 3:57     |

## Personal
Todos los temas musicales presentes en este disco fueron compuestos por Yanni